# 넥서스 원
넥서스 원(Nexus One)은 HTC 코퍼레이션이 제조하고, 구글이 판매하는 첫 번째 안드로이드 레퍼런스 스마트폰이다. (구글에서는 슈퍼폰이라고 일컫는다.) 넥서스 원은 구글이 상표권을 갖고, 타이완 기업 HTC 코퍼레이션에서 제작하였으며, 2010년 1월 5일부터 판매를 시작했다. 주요 기능은 음성으로 문자를 작성할 수 있고, 이중 마이크로 노이즈를 제거할 수 있으며, 운전 중 음성인식으로 동작할 수 있다.
넥서스 원은 어떤 통신사에도 제약되지 않은 무제약으로 판매된다. 하지만 예외적으로 미국 통신사 티모바일에 전용 넥서스 원을 공급하고 있다. 그리고 미국 이동통신사인 버라이즌 와이어리스와 유럽 보다폰용 넥서스 원도 2010년 2월 중에 공급할 예정으나 4월까지 미뤄오다 끝내 무산되었다.

## 화면
예약 판매 및 초도물량의 넥서스 원은 AM OLED 디스플레이가 들어갔으나, HTC 코퍼레이션의 AM OLED 패널 수급 사정으로 인해 2010년 7월 26일부터 판매되는 넥서스 원은 모두 슈퍼 LCD로 대체되어 생산되었다.

## 2.3 진저브레드업그레이드
넥서스원은 2.3.7 진저브레드를 최종으로 4.0 아이스크림 샌드위치로의 업그레이드를 지원하지 않는다고 공식 발표회가 있었으며, 2.3.7 진저브레드 업그레이드를 끝으로 운영 체제의 업그레이드가 중단되었다.

## 같이 보기
- 넥서스 S